# 岩井則賢
岩井 則賢（いわい のりまさ、1973年3月12日 - ）は、元体操選手。長野県松本市出身。現在はアメリカのTexas Dream Gymnastics コーチ。

## 人物
父の転勤で5歳のとき群馬県へ転居。小学2年の時、群馬県の相原体操クラブで体操競技を始める。後に高崎ジュニア体操クラブへ移籍、高崎工業高校へ進学して3年時インターハイ個人総合8位。日本大学3年時にインカレ個人総合2位、4年時に全日本体操選手権4位。
大和銀行所属時、2000年のシドニーオリンピックで、体操男子チームのキャプテンとして団体総合4位に貢献し、個人種目別つり輪では7位に入賞した。
現役引退後は、長野県岡谷市の体操教室で数年間指導を行い、その後渡米しヒューストンの現アメリカ男子総監督のケビン・マゼイカ（Kevin Mazeika）が経営するHouston Gymnastics Academyのコーチとなる。
また2008年北京オリンピックでは、アメリカ体操男子チームにコーチとして同行。補欠選手から出場選手2名を決めると言う重要ポストを任され、チームの銅メダルに貢献した。